# Мало, Каму
Каму Мало (фр. Kamou Malo; род. 1963, Республика Верхняя Вольта) — буркинийский футболист и футбольный тренер.

## Биография
Футболом начал заниматься в семь лет, играя на улицах Уагадугу. На серьёзном уровне выступал за столичный клуб «Солель д’Африк», затем за команду вооружённых сил Буркина-Фасо. Одновременно с занятиями футболом окончил полицейскую академию, после чего его пригласили в клуб «Этуаль Филант». Служил в полиции города Кудугу, параллельно работая тренером футбольного клуба АСЕК, выступавшего в первой лиге Буркина-Фасо. Оттуда он отправился на учёбу в Германию, где получил тренерскую лицензию.
С 2010-х годов работал с клубами высшего дивизиона Буркина-Фасо, наибольших успехов добился с «Рэйл Клуб дю Кадиого», который в 2016 и 2017 годах приводил к победе в чемпионате. В 2019 году возглавил сборную Буркина-Фасо, руководил ей на Кубке африканских наций 2021. Его команда дошла до полуфинала, где уступила Сенегалу, а затем проиграла в матче за третье место Камеруну. Этот результат является лучшим для тренера из Буркина-Фасо, более высоких мест со сборной добивались только иностранцы. В феврале 2022 года руководство Буркинийской федерации футбола на стало продлевать с Мало контракт.